# Kanton Montfort-le-Gesnois
Der Kanton Montfort-le-Gesnois war von 1790 bis 2015 ein französischer Wahlkreis im Arrondissement Mamers, im Département Sarthe und in der Region Pays de la Loire; sein Hauptort war Montfort-le-Gesnois.
Bis zur Verwaltungsgebietsreform vom 15. Februar 2006 gehörte der Kanton zum Arrondissement Le Mans.

## Geografie
Der Kanton Montfort-le-Gesnois lag im Mittel 78 Meter über dem Meeresspiegel, zwischen 52 Meter in Champagné und 157 Meter in Le Breil-sur-Mérize.
Der Kanton lag im Zentrum des Départements Sarthe. Er grenzte im Osten an den Kanton Tuffé, im Osten und Süden an den Kanton Bouloire, im Süden und Westen an den Kanton Le Mans Est-Campagne und im Norden an die Kantone Ballon und Bonnétable.

## Gemeinden
Der Kanton Montfort-le-Gesnois bestand aus 15 Gemeinden:
| Gemeinde             | Einwohner Jahr | Fläche km² | Bevölkerungsdichte | Code INSEE | Postleitzahl |
| -------------------- | -------------- | ---------- | ------------------ | ---------- | ------------ |
| Ardenay-sur-Mérize   | 489 (2013)     | 11,67      | 42 Einw./km²       | 72007      | 72370        |
| Le Breil-sur-Mérize  | 1.514 (2013)   | 5,44       | 278 Einw./km²      | 72046      | 72370        |
| Champagné            | 3.828 (2013)   | 13,94      | 275 Einw./km²      | 72054      | 72470        |
| Connerré             | 2.875 (2013)   | 16,60      | 173 Einw./km²      | 72090      | 72160        |
| Fatines              | 823 (2013)     | 11,47      | 72 Einw./km²       | 72129      | 72470        |
| Lombron              | 1.933 (2013)   | 24,11      | 80 Einw./km²       | 72165      | 72450        |
| Montfort-le-Gesnois  | 3.038 (2013)   | 18,74      | 162 Einw./km²      | 72241      | 72450        |
| Nuillé-le-Jalais     | 509 (2013)     | 5,82       | 87 Einw./km²       | 72224      | 72370        |
| Saint-Célerin        | 836 (2013)     | 13,47      | 62 Einw./km²       | 72271      | 72110        |
| Saint-Corneille      | 1.324 (2013)   | 11,16      | 119 Einw./km²      | 72275      | 72460        |
| Saint-Mars-la-Brière | 2.568 (2013)   | 34,69      | 74 Einw./km²       | 72300      | 72470        |
| Sillé-le-Philippe    | 1.098 (2013)   | 10,6       | 104 Einw./km²      | 72335      | 72460        |
| Soulitré             | 650 (2013)     | 10,99      | 59 Einw./km²       | 72341      | 72370        |
| Surfonds             | 345 (2013)     | 4,85       | 71 Einw./km²       | 72345      | 72370        |
| Torcé-en-Vallée      | 1.354 (2013)   | 16,86      | 80 Einw./km²       | 72359      | 72110        |

## Bevölkerungsentwicklung
| 1962   | 1968   | 1975   | 1982   | 1990   | 1999   | 2006   |
| ------ | ------ | ------ | ------ | ------ | ------ | ------ |
| 14.453 | 14.500 | 15.328 | 17.174 | 18.229 | 19.099 | 21.378 |